# Mokrsko (gmina)
Mokrsko – gmina wiejska w województwie łódzkim, w powiecie wieluńskim. W latach 1975–1998 gmina położona była w województwie sieradzkim.
Siedziba gminy to Mokrsko.
Według danych z 2006 roku (Źródło: Rocznik Demograficzny 2007), gminę zamieszkiwało 5435 osób. Natomiast według danych z 31 grudnia 2017 roku gminę zamieszkiwało 5399 osób. Natomiast według danych z 31 grudnia 2019 roku gminę zamieszkiwało 5401 osób.

## Położenie
Gmina Mokrsko położona jest w centrum powiatu wieluńskiego, około 12 km na południowy zachód od Wielunia. Na terenie gminy znajdują się dwa ujęcia wody – dwie stacje uzdatniania wody w miejscowościach Mokrsko i Ożarów, które zaopatrują w wodę także gospodarstwa z gmin ościennych. Dla całej gminy opracowana jest koncepcja oczyszczania ścieków i kanalizacji sanitarnej, a dla miejscowości Mokrsko opracowany jest projekt techniczny. Teren pod budowę oczyszczalni stanowią własność komunalną gminy.

## Struktura powierzchni
Według danych z roku 2002 gmina Mokrsko ma obszar 77,75 km², w tym:
- użytki rolne: 74%
- użytki leśne: 18%

Gmina stanowi 8,38% powierzchni powiatu.
W skład gminy wchodzą następujące sołectwa: Brzeziny, Chotów, Jasna Góra, Komorniki, Krzyworzeka (sołectwa: Krzyworzeka I i Krzyworzeka II), Mątewki, Mokrsko (sołectwa: Mokrsko I i Mokrsko II), Motyl, Ożarów, Słupsko.
Pozostałe miejscowości: Jeziorko, Lipie, Mokrsko-Osiedle, Orzechowiec, Poręby, Stanisławów, Zmyślona.

## Demografia

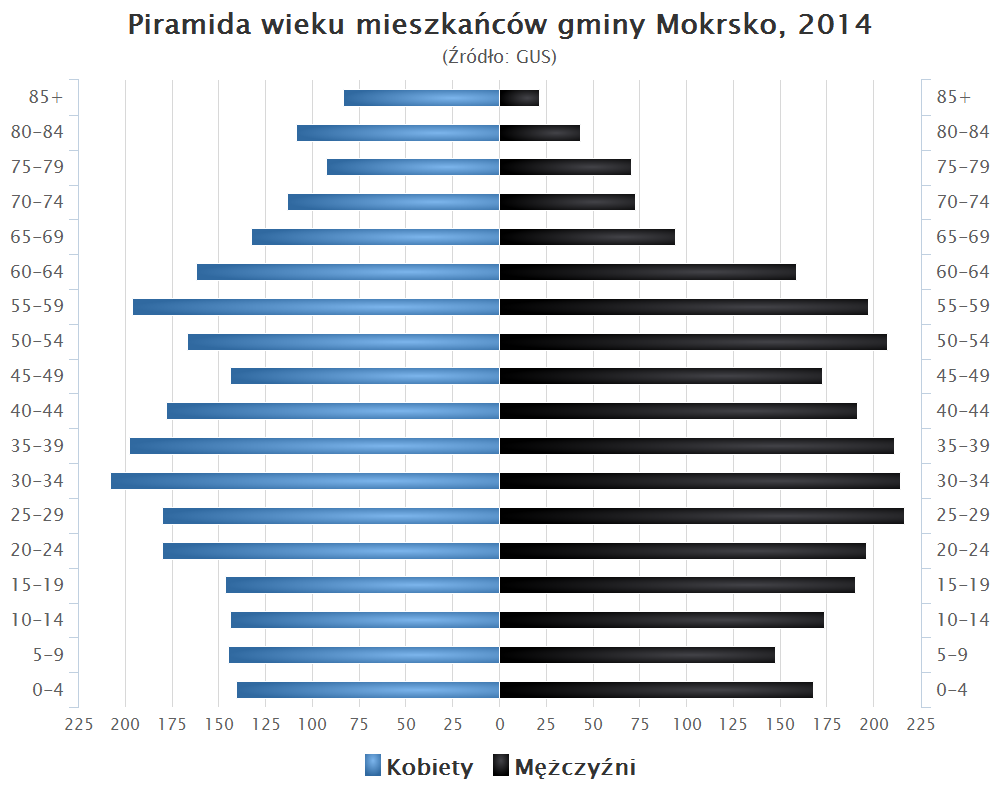
Piramida wieku mieszkańców gminy Mokrsko w 2014 roku

Dane z 30 czerwca 2004:
| Opis                              | Ogółem | Ogółem | Kobiety | Kobiety | Mężczyźni | Mężczyźni |
| --------------------------------- | ------ | ------ | ------- | ------- | --------- | --------- |
| Jednostka                         | osób   | %      | osób    | %       | osób      | %         |
| Populacja                         | 5452   | 100    | 2751    | 50,5    | 2701      | 49,5      |
| Gęstość zaludnienia [mieszk./km²] | 70,1   | 70,1   | 35,4    | 35,4    | 34,7      | 34,7      |

## Kultura ludowa gminy
Wszystkie miejscowości gminy Mokrsko są budowane na planie ulicówki, czyli wzdłuż głównej drogi, po której obu stronach stawiano domy i budynki gospodarcze. Domy mieszkalne stały w przeważającej części na działkach długich, ale wąskich, co charakteryzowało nie tylko Mokrsko, ale cały teren wieluński. Pierwotnie rozwijało się budownictwo wąskofrontowe, w którym dom stoi szczytem do drogi. Ten typ zabudowy sprzyjał częstemu rozprzestrzenianiu się ognia.
Ogień postrzegany był przez ludność jako jeden z trzech najgorszych żywiołów, dlatego modlono się: „od powietrza, ognia i wody, uchowaj nas Panie”. Od początków XX w. dominowało budownictwo drewniane. Murowane domy pojawiły się dopiero na większą skalę piętnaście lat po zakończeniu II wojny światowej. Wcześniej z kamienia murowano jedynie budynki gospodarcze, szczególnie obory. Wnętrza chat były przeważnie dwuizbowe, a izby oddzielała sień. Do wnętrza prowadziły jedne drzwi.
Główną dekoracją wnętrza chat były ozdoby z bibuły oraz obrazy o treści religijnej. Ramy obrazów dekorowano również tzw. koronami z bibuły. Najbarwniejszym miejscem w izbie był ołtarzyk domowy ze świętymi figurami, stawiany najczęściej na stole, a później na komodzie lub półce.
Dbałość o estetykę wynikała z naturalnej potrzeby najbliższego otoczenia, z chęci podniesienia znaczenia rodziny i domu. Tradycyjnie przystrojona izba świadczyła o solidności gospodarzy, co miało szczególne znaczenie, gdy w chacie mieszkała panna na wydaniu.

## Strój ludowy
Strój ludowy można podzielić na dwie grupy:
- Strój codzienny – wykonany z najgorszych materiałów samodziałowych (lnianych, wełnianych), bez dbałości o jego kolorystykę; przede wszystkim były to spodnie, koszule i spódnice uszyte z płótna lnianego
- Strój świąteczny – ten wciąż ulegał przemianom, głównie na skutek wpływu mody z zewnątrz. Był to strój o różnym wzornictwie i kolorystyce, a z biegiem czasu i rozwojem przemysłu włókienniczego, na wsi obok tkanin samodziałowych pojawiły się materiały fabryczne, tj. jedwab, aksamit, ozdoby pasmanteryjne.

Na terenie Mokrska tradycyjny strój szybko zanikł, szczególnie ten noszony przez mężczyzn. Na przełomie XIX i XX w. mężczyźni zaopatrywali się w kożuchy baranie, buty i czapki na najważniejszym jarmarku w Wieluniu dnia 29 września. Mniej zamożni mieszkańcy gminy Mokrsko, wybierając się zimą w dalszą podróż, ściągali kożuchy w pasie słomianym powrósłem. Kolejnym elementem, były buty. Szyto je z miękkiej skóry, którą fałdowano wokół kostek – zwano je wówczas „karbówkami” Sprzedawano modele z obcasami wyższymi lub niższymi. Moda na karbówki trwała do pierwszej wojny światowej. Ubierano je w dni świąteczne oraz kiedy wybierano się poza granice wioski. W zimowe dni furmani oraz osoby udające się w dalszą podróż na skórzane buty zakładali dodatkowo plecione ze słomy „łapcie”.
Na co dzień chodzono w butach o podeszwach drewnianych, obszytych z wierzchu skórą.
Jeszcze jednym elementem stroju, były nakrycia głowy. Chłopi z Mokrska na święta nosili kapelusze z filcu z dużym rondem koloru czarnego lub siwego. Wstążki przy takich kapeluszach były najczęściej czarne. Najpopularniejszym męskim nakryciem głowy były „kaszkiety” w kolorze granatowym lub czarnym. Inne równie znane nakrycie głowy to czapki zwane „krymkami”. Zimą mężczyźni zakładali na głowy czapki „baranice” zwane często rosyjskimi. Ważną częścią stroju była kapota – „kamuzela” koloru modrakowego lub sporadycznie biała. Bogatsi gospodarze nosili na święta spodnie wełniane w kolorze jasnym (modrakowym) lub granatowym i czarnym, mniej zamożni – spodnie płócienne. Uzupełnieniem stroju męskiego były jeszcze spencerki i „lebiki”, czyli kamizelki.
O wiele dłużej we wsiach gminy Mokrsko przetrwał strój kobiecy, gdyż mieszkanki tego terenu przywiązywały większą wagę do tradycji niż mężczyźni. Koszule kobiece krojem przypominały koszule męski, ale były od nich dłuższe. Szyto je z dwóch różnych rojów płótna. Do początków XX wieku kobiety nie nosiły bielizny. Z czasem zaczęto przywozić z Niemiec „reformy kobiece”. Pierwsze kobiety, które je zakładały, narażone były na szyderstwa ze strony koleżanek z wioski.
W cieplejsze dni na białą lnianą koszulę kobiety zakładały wełniak ze stanikiem, zwany ze względu na dominujący w nim kolor „burokiem”. Wełniaki, utkane przez gospodynie na krosnach, układano w fałdy w ten sposób, aby wyeksponować kolor czerwony. Dopiero wówczas, gdy kobieta się poruszała ukazywały się barwne prążki.
Do górnej części wełniaka doszywano „oplicek”, tzn. stanik z towaru fabrycznego. W chłodniejsze dni oraz święta kobiety dodatkowo zakładały jeszcze na plecy kaftany. Szyto je z sukna, aksamitu albo wełny w kolorach jasnoniebieskim, „biskupim” lub na lato białym. Starsze kobiety wolały kolorystykę ciemniejszą. Te kaftany, które posiadały z tyłu ogon nazywano – „jaki”, kaftany bez ogona to „bluzka”. Na przełomie XIX i XX wieku kobiety nosiły kaftany „kożuszki”, które miały podbicie ze skór owczych z układaną w fałdy baskinką. Były to tak zwane zasoby. Na wełniak kobiety zakładały zapaski, wykonane z kolorowego samodziału, którego tło nie odbiegało zasadniczo od tła „buroka”. Z reguły w dni świąteczne kobiety zakładały na dolną część wełniaka fartuchy z towarów fabrycznych, z falbanką. Elementem stroju ludowego, o który kobiety zamężne szczególnie dbały, były czepce. Każda gospodyni posiadała ich po kilka sztuk. Pierwsze czepce otrzymywały kobiety w dniu ślubu od swoich matek, chrzestnych i ciotek.

## Życie społeczno-kulturowe gminy
Po wojnie życie społeczno-kulturalne na terenie gminy zaczęło się organizować. Jako jedne z pierwszych reaktywowały się straże pożarne. W 1946 roku we wszystkich miejscowościach gminy, gdzie funkcjonowały przed wojną jednostki ochotniczych straży pożarnych, wznowiły one swą działalność. Ruch strażacki na terenie gminy jest bardzo silny. Obecnie w gminie Mokrsko funkcjonuje sześć jednostek ochotniczych straży pożarnych: w Mokrsku, Krzyworzece, Ożarowie, Komornikach, Chotowie i Słupsku. O wysokim poziomie wyszkolenia młodych ludzi świadczy fakt, że dwie jednostki ochotniczych straży pożarnych, w Mokrsku i Ożarowie funkcjonują w Krajowym Systemie Ratowniczo-Gaśniczym.
Organizacjami grupującymi kobiety są koła gospodyń wiejskich, których osiem funkcjonuje na terenie gminy. Ściśle z tymi organizacjami były powiązane zespoły folklorystyczne: założone w 2001 roku „Dworzanki” w Mokrsku.
W okresie powojennym z placówek kultury najszybciej zaczęła się organizować gminna biblioteka, której twórcą i zarazem jej pierwszym bibliotekarzem był F. Rezler. Biblioteka funkcjonuje od roku 1945. Od 1946 roku biblioteka funkcjonowała pod nadzorem Biblioteki Powiatowej, skąd przeniesiono ją do budynku dworskiego. W 2000 roku przeniesiono ją do budynku szkoły w Mokrsku.
W latach 70. dużą popularnością cieszył się ulokowany w budynku dworu w Mokrsku „Ośrodek Nowoczesnej Gospodyni” otwarty w 1969 roku. Prowadził działalność w zakresie oświatowo-usługowym organizujący kursy krawieckie, haftu, świadczył również usługi w zakresie wypożyczania artykułów gospodarstwa domowego. Z innych placówek dla ludności wymienić należy funkcjonujące do końca lat 80. kluby rolnika oraz kluby „Ruchu”, będące popularnymi miejscami spotkań oraz oglądania telewizji.
Dużą rolę w życiu kulturalnym gminy odegrał też Gminny Ośrodek Kultury otwarty w dawnym dworze w Mokrsku 5 grudnia 1988 roku. Gminny Ośrodek Kultury jako animator życia kulturalnego w gminie funkcjonował do końca lat 90. Obejmował swym patronatem Zespół Śpiewaczo–Obrzędowy z Ożarowa, Orkiestrę Dętą OSP w Słupsku, a także twórców ludowych z terenu gminy. Ponadto w Gminnym Ośrodku Kultury organizowano koncerty, konkursy recytatorskie oraz turnieje sportowe. Wśród wydarzeń z zakresu kultury i życia społecznego w ostatnich latach należy wymienić: od roku 2000 cyklicznie organizowane są imprezy integracyjne – „Konfrontacje”, których organizatorem jest Środowiskowy Dom Samopomocy w Mokrsku. W lutym 2001 roku Urząd Gminy Mokrsko podpisał umowę o współpracy w dziedzinie kultury i turystyki z chorwackimi gminami Senja i Karlobag. W 2002 roku zaczęto wydawać pierwsze w dziejach gminy czasopismo „Gminny Goniec Samorządowy”, redagowany przez radnych i sympatyków Gminnego Społecznego Klubu Wyborczego.
W 1955 r. powołano Orkiestrę w Ożarowie liczącą początkowo 19 członków pod kierownictwem muzycznym Andrzeja Rabiegi z Kadłuba. Orkiestra ta działała do końca lat 80. uświetniając imprezy gminne i religijne.
Drugą jest założona w 1980 r. Orkiestra Dęta w Słupsku. Działa ona nieprzerwanie pod kierownictwem kapelmistrza Józefa Rybskiego. Zespół ze Słupska zapraszany jest na konkursy szczebla powiatowego i wojewódzkiego zyskując liczne nagrody.
W 1985 r. powstał Zespół Śpiewaczo-Obrzędowy w Ożarowie. Jego opiekunem i kierownikiem została Teresa Sołtysiak, a instruktorem muzycznym Ireneusz Mieszkalski. Zespół z Ożarowa brał udział w licznych konkursach i przeglądach folklorystycznych zarówno rango powiatowej, woewódzkiej, jak i ogólnopolskiej zdobywając liczne nagrody i wyróżnienia.
Dziecięcy Zespół Obrzędowy z Ożarowa powstał w 1995 r. Opiekunką zespołu do tej pory jest nauczycielka ze Szkoły Podstawowej Halina Gniłka. Po raz pierwszy Dziecięcy Zespół zaprezentował się na VII Przeglądzie Folklorystycznym w Lututowie w 1996 r. Zespół ma na swoim koncie wiele sukcesów, na które składa się zaangażowanie kierownika zespołu oraz Wandy Majtyki, która pisze scenariusze i pomaga w reżyserowaniu.

## Sąsiednie gminy
Pątnów, Praszka, Skomlin, Wieluń